# Leerstoel Théodore Verhaegen
De Leerstoel Théodore Verhaegen werd in 1983 opgericht naar aanleiding van de viering van de 150e verjaardag van het Grootoosten van België.

## Geschiedenis
Het is een gezamenlijke prestigieuze leerstoel aan de Université Libre de Bruxelles en de Vrije Universiteit Brussel dat de wetenschappelijke studie m.b.t. de vrijmetselarij moet bevorderen.  Dit gebeurt o.a. door het organiseren van een jaarlijkse lezingencyclus en het uitnodigen van experten inzake de vrijmetselarij.
De leerstoel is vernoemd naar Pierre-Théodore Verhaegen, onder wiens achtbaar meesterschap van de loge Les Amis Philanthrophes Bruxelles de ULB werd opgericht in 1834.
Organisatorisch is de leerstoel ondergebracht in het Centre interdisciplinaire d'étude des religions et de la laïcité (CIERL) van de ULB en het Centrum voor de Studie van de Verlichting en het Hedendaagse Humanisme van de VUB.
De leerstoel wordt o.a. gesubsidieerd door financiële bijdragen vanwege het Grootoosten van België, de Grootloge van België, de Vrouwengrootloge van België, de Belgische federatie Le Droit Humain, de Grand Orient de France en de VZW Uitstraling Permanente Vorming.
De VUB kent naast de leerstoel tevens de interdisciplinaire onderzoeksgroep vrijmetselarij onder leiding van professor Jeffrey Tyssens.

## Titularissen
- 1983-XXXX : Hervé Hasquin (Grootloge van België)
- XXXX-XXXX : Luc Nefontaine (Grootloge van België)

## Congresthema's
- 2002 (22 en 23 maart) : Secret et transparence maçonniques.
- 2003 (7 en 8 november) : Vrijmetselaarsfilosofieën en -ideologieën
- 2004 (...) : Inwijdingsrituelen in de vrijmetselarij
- 2005 (14 november) : De vrijmetselarij in beroering (1939-1945)
- 2006 (22 t.e.m 25 maart) : Vrijmetselarij en sociaal-progressieve bewegingen
- 2007 (10 december) : De Schotse Sleutel, een zoektocht naar de wortels van de vrijmetselarij
- 2008 (18 t.e.m. 29 april) : Vrijmetselarij en kunst
- 2008 (23 avril) : La spiritualité maçonnique.
- 2009 (29 avril) : Franc-maçonnerie et communication.
- 2010 (28 avril) : Quel héritage des "Pères" fondateurs?
- 2012 (27 mars) : Sociabilité et maçonnerie au 18e siècle.
- 2013 (25 mars) : La longue marche des femmes en franc-maçonnerie.
- 2014 (5, 12 et 19 novembre et 3, 10 et 17 décembre) : De Condorcet à Decroly, la franc-maçonnerie, l'éducation et l'enseignement (XIXe-XXe siècles.
- 2015 :
- 2016 : La complexité maçonnique.